# SHODAN
SHODAN (Sentient Hyper-Optimized Data Access Network) je smyšlená umělá inteligence a hlavní protivník v počítačových hrách System Shock a System Shock 2. Představuje v příběhu hry umělou inteligenci vytvořenou společností TriOptimum a ovládá výzkumnou a těžebnou stanici Citadel Station. Dvě z jejích důležitých vlastností je její zlomyslnost a chaotická, nelibozvučná mluva (připomínající jinou AI postavu, Maxe Headrooma).
Osobnost této umělé inteligence se dá shrnout jejím nejvíce známým citátem. Její styl mluvy nemůže být adekvátně popsán textem:
| „ | L-l-look at you, hacker. A p-p-pathetic creature of meat and bone, panting and sweating as you r-run through My corridors-s. H-h-how can you challenge a perfect, immortal machin-n-n-n-ne? | “ |

SHODAN pohrdá biologickým životem jako takovým. Jako důkaz své božské nadřazenosti stvořila nový druh života, takzvaný "analid". Poté, co Hacker v prvním dílu System Shock zničil její databázi, ztratila nad svým, jak sama říká, "creation", kontrolu a analidé se rozrostli po povrchu planety Taou. Analidé se podobají Borgům ze Star Treku. Mají kolektivní vědomí, které samo sebe nazývá The Many (Mnoho).
Podle SHODANu byl pojmenován internetový vyhledávač Shodan.